# Байцване
Морилка "Палисандр" е процес на покриване на повърхност (дървена, метална или др.) за целите на съхраняване, изпъкване на цветовете, оцветяване и др. Покритата структура се вижда, по което се отличава от плътната боя. Обичайно се байцва с разтвор от определена боя, киселина, основа или метална сол. Тези разтвори са известни под общото име „байц“.

## Видове байц

### На маслена (газ) основа
Такива байцове не изсъхват бързо, което ги прави лесни за обработка. Разреждат се с разредител или ацетон. Изпаренията обаче, са вредни за здравето.

### На водна основа
Такива байцове са по-благоприятни за околната среда и позволяват работа в дома без вредни изпарения. Оцветителят, под формата на кристали или прахове, се прибавя към вода вместо към масло/газ. Този вид байц е труден за работа, тъй като водата се изпарява много бързо, и това обикновено затруднява постигането на красив и естетически външен вид на обработваната повърхност.

### Гел байцовете
Приличат на гъста паста. Не проникват в дървото, за разлика от другите два вида, но постигат равномерен слой на цялата повърхност.

## Оцветяване
Повечето байцове служат за оцветяване. Те са концентрат, който се разрежда.
При байцване на дървесина, получения цвят зависи не само от различното съдържание на химични вещества, но и от различния строеж на видовете дървесина – възрастта на дървото, степента на неговата сухост и от мястото, където е израснало. Байцът попива различно при надлъжните и напречните разрези на дървото. Затова такива предмети, изработени на струг, най-напред се намокрят с малко вода – така дървесина поема байца на еднаква дълбочина.
Матиран байц е този, който не променя цвета на повърхността върху която се нанася. Матирането може да доведе само до мътен ефект.

## Подобни покрития
Към прозрачните покрития, освен байца, спадат:
- Грунд – изравнява повърхности, като попълва пори, импрегнира, намалява разхода на лак.
- Безир – фирнис, добит от блажните масла.[2] Вид грунд. Доброкачественият безир е най-употребяемият растителен свързвател при направата на смесите за грундиране.
- Лак – защитен слой. Предпазва от различни метеорологични условия, UV лъчи и др.

В изобразителното изкуство, религиозни ритуали и др. се ползват още смоли, балсами, восъци и етерични масла.